# Wayra JaponAndes
Wayra JaponAndes (ワイラハポナンデス?) es un grupo musical folclórico boliviano-japonés fundado en 2015 y conformado por músicos japoneses residentes en Bolivia.

## Historia
La banda se funda en 2015 con cinco miembros japoneses residentes en Bolivia y amantes de la música boliviana tradicional: Hiroyuki Akimoto, Makoto Shishido, Kohei Watanabe, Takahiro Ochiai y Kenichi Kuwabara. Cada uno de los miembros originales pertenecía ya a una banda, tal como el caso de Hiroyuki Akimoto, miembro del grupo musical Anata Boliva, y Makoto Shishido, miembro de Los Kjarkas. La banda tiene como base musical la fusión de las culturas de sus miembros y su país de residencia, por lo cual hacen uso de instrumentos japoneses y andinos para recrear diversas canciones de los géneros Jpop, anime, tradicionales bolivianas y japonesas, entre otros. Sus canciones usan tanto el idioma japonés y español, como también el aimara y quechua sureño. En el 2016 la banda saca su primer disco de nombre Gracias Bolivia, a manera de homenaje al país que actualmente los acoge. En 2019 Kenichi Kuwabara deja la agrupación, incorporándose en su lugar Mayuu Kobayashi. Además de conciertos en diversas ciudades de Bolivia, la agrupación se ha presentado también en otros países de América Latina y Japón.

## Miembros
- Hiroyuki Akimoto (秋元　広行?): voz principal, guitarra.
- Makoto Shishido (宍戸　誠?): charango.
- Kohei Watanabe (渡辺　康平?): guitarra.
- Takahiro Ochiai (落合　隆弘?): quenas, zampoñas, shakuhachi.
- Mayuu Kobayashi (小林　まゆう?): sanshin.

## Discografía

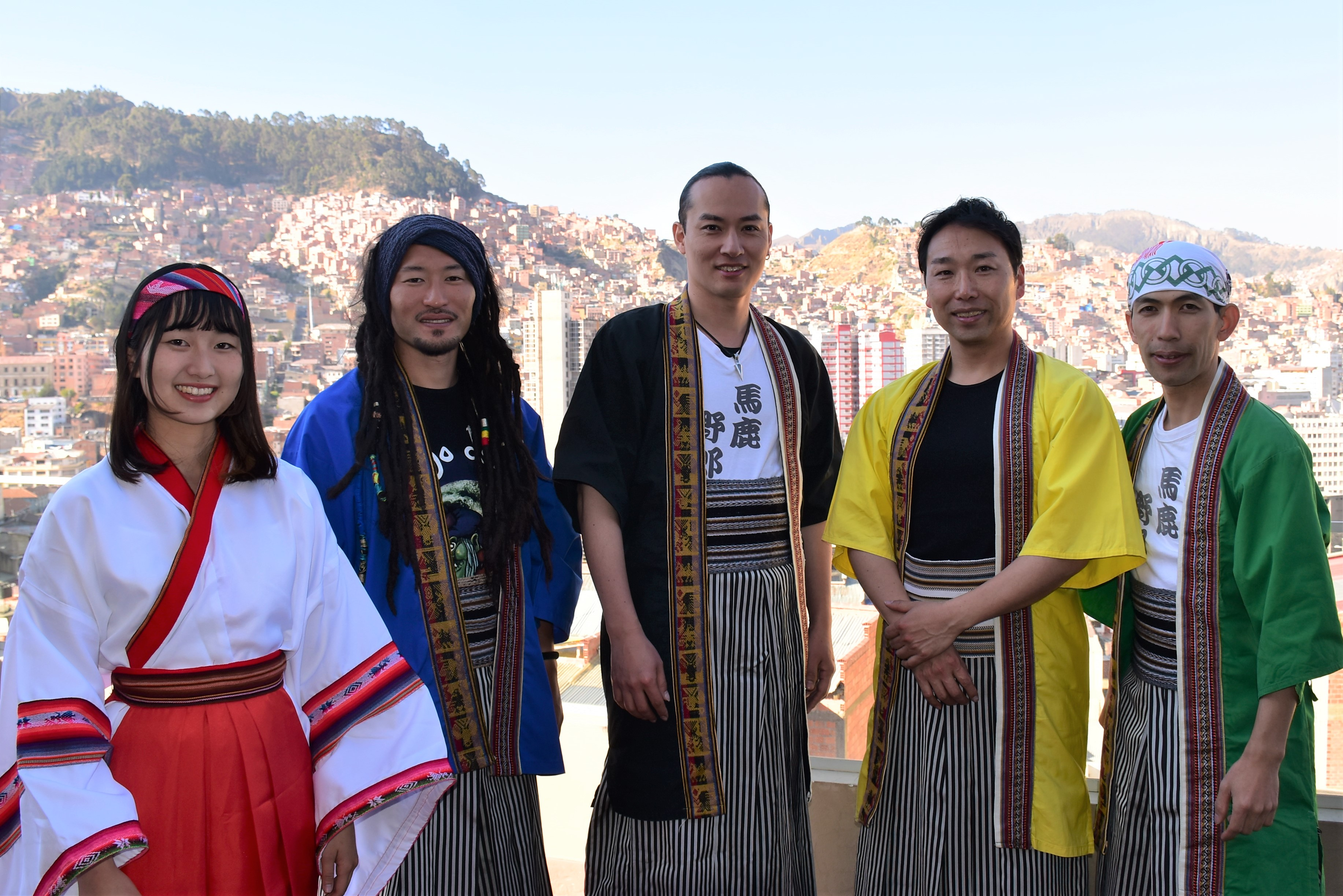
Miembros de Wayra JaponAndes, de izquierda a derecha: Mayuu Kobayashi, Takahiro Ochiai, Makoto Shishido, Hiroyuki Akimoto y Kohei Watanabe.

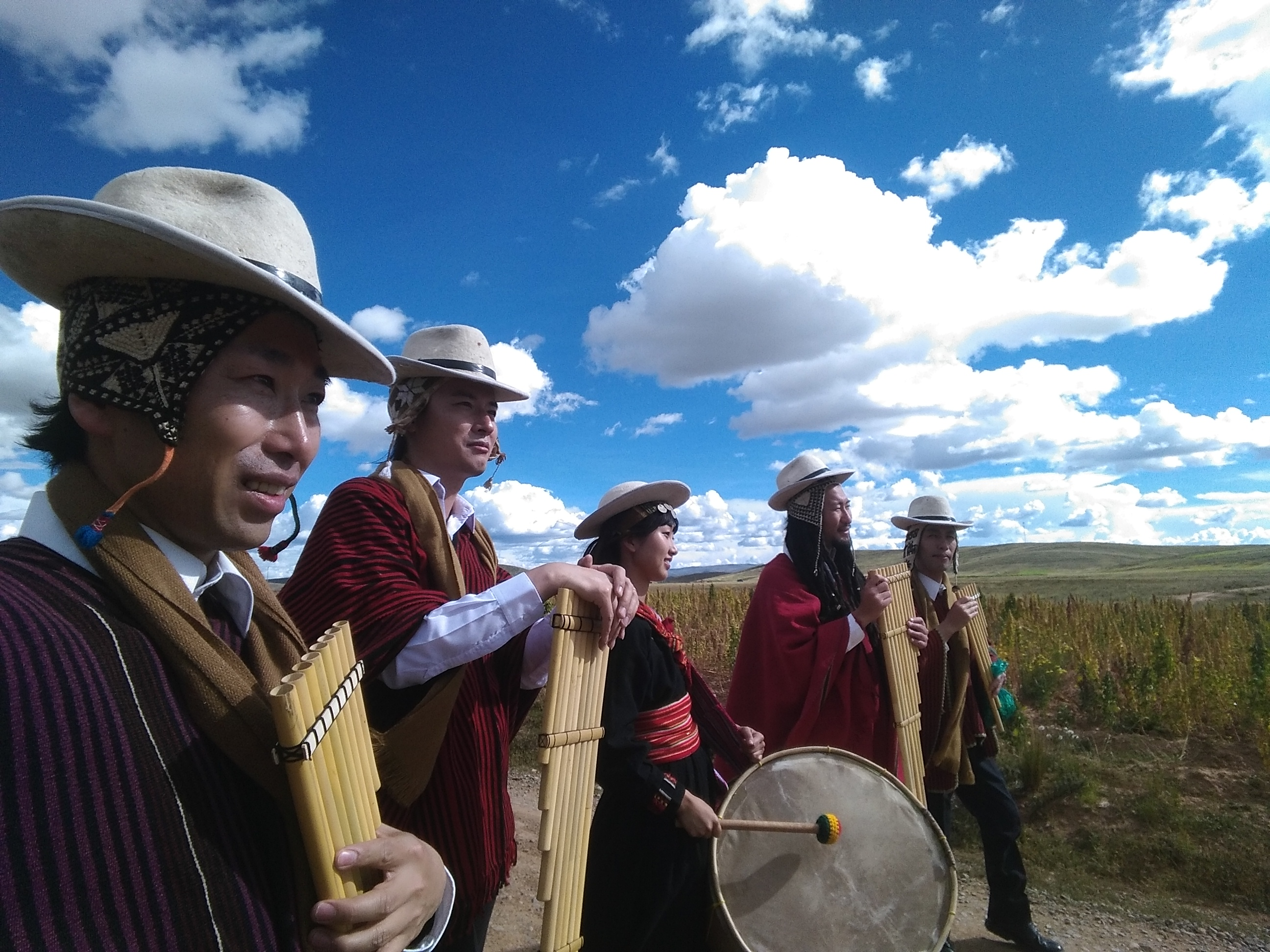
Miembros de Wayra JaponAndes en Laja, Bolivia.

### Álbumes
- 2016: Gracias Bolivia (primer disco)
- 2017: Viva Bolivia (miniálbum)
- 2018: Viva Bolivia (segundo disco)
- 2019: Cristal (miniálbum)
- 2020: Esperanza (tercer disco)
- 2024: A mi querida Bolivia (cuarto disco)

### Temas
- Guren no Yumiya, Shingeki no Kyojin opening (紅蓮の弓矢、進撃の巨人OP?)
- Si eres feliz y tú lo sabes aplaude así (幸せなら手を叩こう?)
- Invisible (目に見えないもの?)
- Poupelle de la Ciudad Chimenea (【映画】｢えんとつ町のプペル｣西野亮廣?)
- Mori no Kumasan (森のクマさん ワイラハポナンデス?)
- Omocha No ChaChaCha (おもちゃのチャチャチャ?)
- Esperanza (希望?)
- Avión de papel (日の紙飛行機?)
- Butter-Fly, Digimon opening (アニメ「デジモン」オープニングOP?)
- Cristal (クリスタル?)
- Bailando Popocorin (踊るポンポコリン?)
- Soran Bushi (Waca waca) (ソーラン節?)
- Super Mario Bros (スーパーマリオブラザーズ?)
- Pegasus Fantasy, Saint Seiya opening (聖闘士星矢OP?)
- Viva Bolivia (ビバ・ボリビア?)
- Tan solo tú (長い間?)
- Marco (草原のマルコOP?)
- La La La (ららら?)
- Privamera (春よ、来い?)
- La Fantástica Aventura, Dragon Ball opening (魔訶不思議アドベンチャーOP?)
- Juguete de Amor (抱いてセニョリータ?)